# .55 Boys
El .55 Boys (13,9×99mmB en métrico) es un cartucho antitanque utilizado por el Reino Unido en la Segunda Guerra Mundial. Fue diseñado para usarse con el Fusil antitanque Boys.

## Diseño
El .55 Boys es un cartucho .50 BMG con el cuello agrandado para aceptar una bala calibre de 0,55 pulgadas (13,9 mm). Dado que el hombro de la vaina se estrechó, se agregó un cinturón para garantizar un espacio de cabeza correcto. Se desempeñó mal en comparación con cartuchos antitanque extranjeros contemporáneas, como el alemana 7,92 × 94 mm Patronen y el soviético 14,5 × 114 mm, y como resultado se lo consideró obsoleto rápidamente.

## Historia

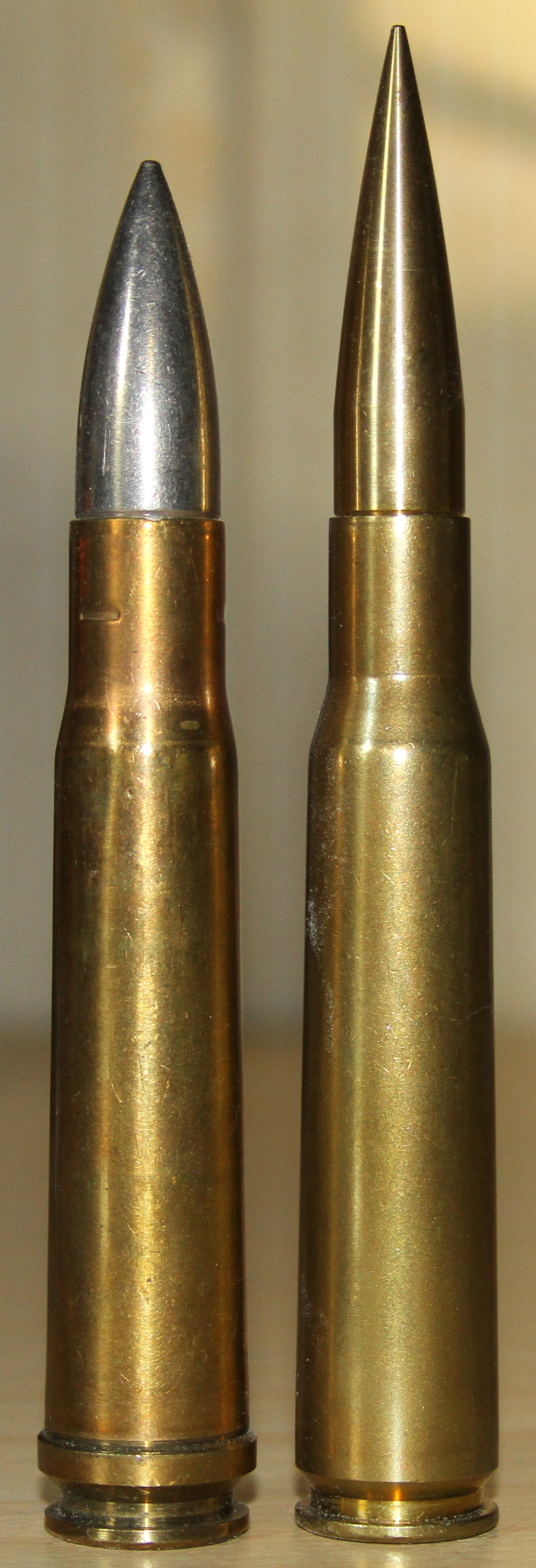
Un cartucho .55 Boys (izquierda) y un cartucho 12,7 x 99 mm (derecha).

El concepto de un proyectil de arma portátil para usar contra tanques comenzó con el 13,2 mm TuF alemán, diseñado durante la Primera Guerra Mundial para usarse contra los primeros tanques británicos.
En la década de 1930, el Reino Unido comenzó a diseñar un fusil antitanque para contrarrestar los vehículos blindados enemigos en caso de guerra.
Inicialmente, el diseño del arma se probó con balas de 12,7 mm una vaina con cinturón, y debido a la falta de capacidad para perforar blindajes, el calibre se incrementó a 13,9 mm<
El desarrollo de lo que se conoce como .55 Boys fue iniciado por el capitán Henry C. Boys, el Asistente del Superintendente de Diseño en la Royal Small Arms Factory, Enfield, en 1934. Boys falleció antes de que el fusil fuera adoptado oficialmente y recibió su nombre. El cartucho .55 Boys era un 12,7 × 99 mm con un cuello modificado para aceptar una bala más grande con núcleo de acero para aumentar la penetración de blindaje. Se agregó un cinturón para reforzar la vaina con una pesada carga de pólvora.[cita requerida]
El .55 Boys fue adoptado y fabricado junto con el Fusil antitanque Boys en 1937 en toda la Mancomunidad de Naciones por empresas como Kynoch. Sin embargo, cuando el Reino Unido entró en la Segunda Guerra Mundial, pronto se descubrió que el proyectil .55 Boys era insuficiente incluso contra los primeros tanques del Eje de finales de 1939 y 1940. Sin embargo, el Reino Unido tuvo que confiar en el cartucho .55 Boys porque no había mejores armas antitanque de infantería disponibles. Cuando se introdujo el arma antitanque PIAT en 1943, las cargas conformadas que disparaba eran mucho más efectivas contra los blindados enemigos que la munición .55 Boys. El fusil Boys quedó fuera de servicio en la línea del frente cuando el PIAT se convirtió en el arma principal antitanque portátil del ejército británico. A pesar de su falta de efectividad como arma antitanque, el .55 Boys se usó durante la Segunda Guerra Mundial tanto en el Pacífico como en el Atlántico y también se usó en la Guerra de Invierno y en la Guerra de Continuación por Finlandia. El Boys se entregó a unidades de Home Guard en el Reino Unido para usar contra «vehículos de combate blindados ligeros... con los que es probable que la Home Guard tenga que lidiar ciertamente en las primeras etapas de un desembarco aéreo o marítimo en nuestras costas». Un manual para su uso señaló que, además de la penetración esperada del blindaje a varias distancias y ángulos, penetraría 35 cm de pared de ladrillo y 25 cm de sacos de arena.
Al finalizar la Segunda Guerra Mundial, el .55 Boys ya no se usaba en ninguna unidad importante.

## Variantes
El cartucho .55 Boys pasó por dos variantes principales en su vida, junto con una variante experimental que nunca fue adoptada por el Reino Unido.

### MarK I
Esta es la primera variante del .55 Boys. Utiliza una bala de 60 g con núcleo de acero endurecido con una camisa de plomo, que está cubierta a su vez por una camisa de acero. También se creó una versión de bala común y una trazadora de este cartucho, con un cartucho de práctica con un núcleo de aluminio para entrenamiento. Tiene una velocidad inicial de aproximadamente 747 m/s.

### Mark II
Se fabricó una carga mejorada llamada Mark II para aumentar la velocidad del proyectil y su penetración. Genera una velocidad inicial de aproximadamente 884 m/s.
En un ángulo ideal, el proyectil Mark 2 podía perforar 23 mm de blindaje a 91 metros, 21 mm a 273 m y 19 mm a 455 m.

### APCR de tungsteno
En 1942 se diseñó un compuesto rígido perforante (APCR, Armor-piercing_composite_rigid) .55 Boys. Usaba un núcleo de tungsteno en lugar de uno de acero, lo que aumentó considerablemente su capacidad de penetración y aumentó su velocidad inicial de 884 m/s del Mark II a aproximadamente 944 m/s. Se diferencia de los cartuchos Mark I y II por su bala de dos partes. Este modelo nunca se adoptó oficialmente porque en ese momento estaban entrando en servicio cartuchos y armas antitanque mucho mejores, como el PIAT. El .55 Boys, incluso con una bala muy mejorada, era simplemente demasiado débil para derrotar a los tanques desplegados por las potencias del Eje.